# Pogonotropha wahlbergi
Pogonotropha wahlbergi är en fjärilsart som beskrevs av Philipp Christoph Zeller 1852. Pogonotropha wahlbergi ingår i släktet Pogonotropha och familjen mott. Inga underarter finns listade i Catalogue of Life.